# Euxoa rockburnei
Euxoa rockburnei là một loài bướm đêm trong họ Noctuidae.